# Église vieille de Gondar
Pour les articles homonymes, voir Vieille église.

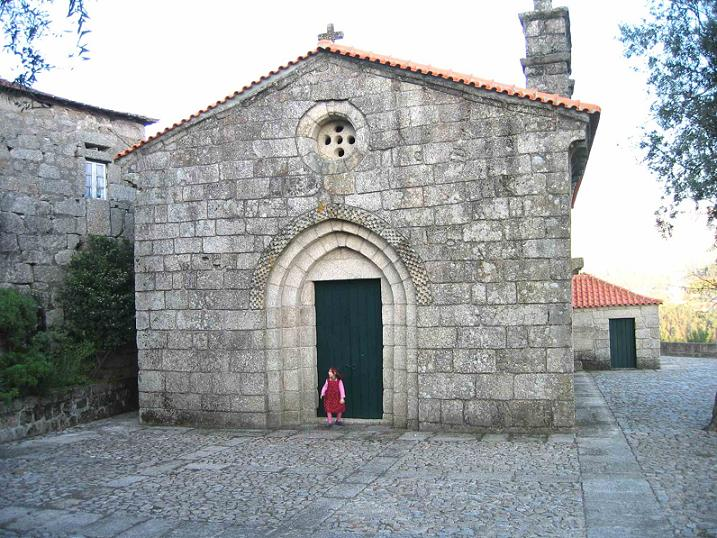
Église Romane de Gondar.

L’église vieille de Gondar est un édifice religieux de style roman situé dans la paroisse de Gondar, municipalité de Amarante, au Portugal.

## Histoire
Cette église, aussi connue sous le nom de monastère de Gondar, est ce qui reste d'un monastère bénédictin, fondé au XIIe siècle en l'honneur de la Vierge Marie. Au XIVe siècle elle fait partie d'une paroisse. Elle est en état de dégradation avancée au XXe siècle, ce qui motive une opération de conservation.